# Клаудіо Чиркетта
Клаудіо Чиркетта (італ. Claudio Circhetta; нар. 18 листопада 1970, Муттенц, Швейцарія) — швейцарський футбольний арбітр. Арбітр ФІФА 2005-2010. Володіє англійською, італійською та французькою мовами.

## Кар'єра
Як гравець відіграв за швейцарські клуби у нижчих дивізіонах понад 20 років. Судити почав у 1988 році, також у нижчих дивізіонах Швейцарії. У Суперлізі судив десять років з 2000 по 2010. З 2005 по 2010 суддя ФІФА та УЄФА обслуговує відбірні матчі чемпіонатів світу та Європи, матчі Ліги чемпіонів УЄФА, Ліги Європи УЄФА. Був четвертим арбітром (головним арбітром матчу був Массімо Бузакка) на фіналі Ліги чемпіонів УЄФА 2009 між «Барселоною» та «Манчестер Юнайтед», що завершився перемогою каталонців 2:0.

## Матчі національних збірних
| Дата              | Збірні                          | Рахунок | Турнір           | ЖК | YK · YK · RK | RK |
| ----------------- | ------------------------------- | ------- | ---------------- | -- | ------------ | -- |
| 2 вересня 2006    | Австрія – Коста-Рика            | 2 – 2   | Товариський матч | 5  | 0            | 0  |
| 7 лютого 2007     | Люксембург – Гамбія             | 2 – 1   | Товариський матч | 5  | 0            | 0  |
| 2 червня 2007     | Литва – Грузія                  | 2 – 1   | Кваліфікація ЧЄ  | 6  | 0            | 0  |
| 22 серпня 2007    | Чорногорія – Словенія           | 1 – 1   | Товариський матч | 6  | 0            | 1  |
| 17 жовтня 2007    | Польща – Угорщина               | 0 – 1   | Товариський матч | 3  | 0            | 0  |
| 24 травня 2008    | Нідерланди – Україна            | 3 – 0   | Товариський матч | 0  | 0            | 0  |
| 20 серпня 2008    | Словенія – Хорватія             | 2 – 3   | Товариський матч | 4  | 0            | 0  |
| 11 жовтня 2008    | Угорщина – Албанія              | 2 – 0   | Кваліфікація ЧС  | 4  | 0            | 0  |
| 5 вересня 2009    | Німеччина – ПАР                 | 2 – 0   | Товариський матч | 0  | 0            | 0  |
| 14 жовтня 2009    | Казахстан – Хорватія            | 1 – 2   | Кваліфікація ЧС  | 7  | 0            | 0  |
| 14 листопада 2009 | Італія – Нідерланди             | 0 – 0   | Товариський матч | 4  | 0            | 0  |
| 3 вересня 2010    | Словаччина – Північна Македонія | 1 – 0   | Кваліфікація ЧЄ  | 5  | 1            | 0  |